# Virbia ovata
Virbia ovata är en fjärilsart som beskrevs av Rothschild 1910. Virbia ovata ingår i släktet Virbia och familjen björnspinnare. Inga underarter finns listade i Catalogue of Life.